# Cisco (Texas)
Cisco è una città della contea di Eastland, nello Stato del Texas, negli Stati Uniti. Secondo il censimento del 2020, possedeva una popolazione di 3 883 abitanti.

## Geografia fisica
Secondo l'Ufficio del censimento degli Stati Uniti, ha una superficie totale di 4,96 mi² (12,85 km²).

## Storia
La fondazione del centro abitato risale al 1878 o 1879, quando il reverendo C. G. Stevens decise di stabilirsi nell'area, fondando un insediamento chiamato Red Gap e costruendo al contempo un ufficio postale e una chiesa. Nel 1881 la linea ferroviaria della Houston and Texas Central Railway venne costruita all'incrocio con la linea ferroviaria della Texas and Pacific Railway, costruita qualche anno prima, nei pressi di Red Gap, spingendo così gli abitanti a spostare il loro insediamento vicino all'incrocio. Tre anni dopo la città è stata riconosciuta. Dopo aver acquisito un nuovo ufficio postale, il nome della città venne cambiato in Cisco in onore di John A. Cisco, un imprenditore di New York che finanziò la costruzione della Houston and Texas Central.

## Società

### Evoluzione demografica
Secondo il censimento del 2020, la popolazione era di 3 883 abitanti. Al precedente censimento, quello del 2010, la popolazione era di 3 899 abitanti.

### Etnie e minoranze straniere
Secondo il censimento del 2020, la composizione etnica della città era formata dal 76,23% di bianchi, il 3,61% di afroamericani, lo 0,82% di nativi americani, lo 0,54% di asiatici, lo 0,05% di oceaniani, lo 0,28% di altre etnie e il 3,5% di due o più etnie. Ispanici o latinos di qualunque etnia erano il 14,96% della popolazione.